# Vida silvestre de Malaui

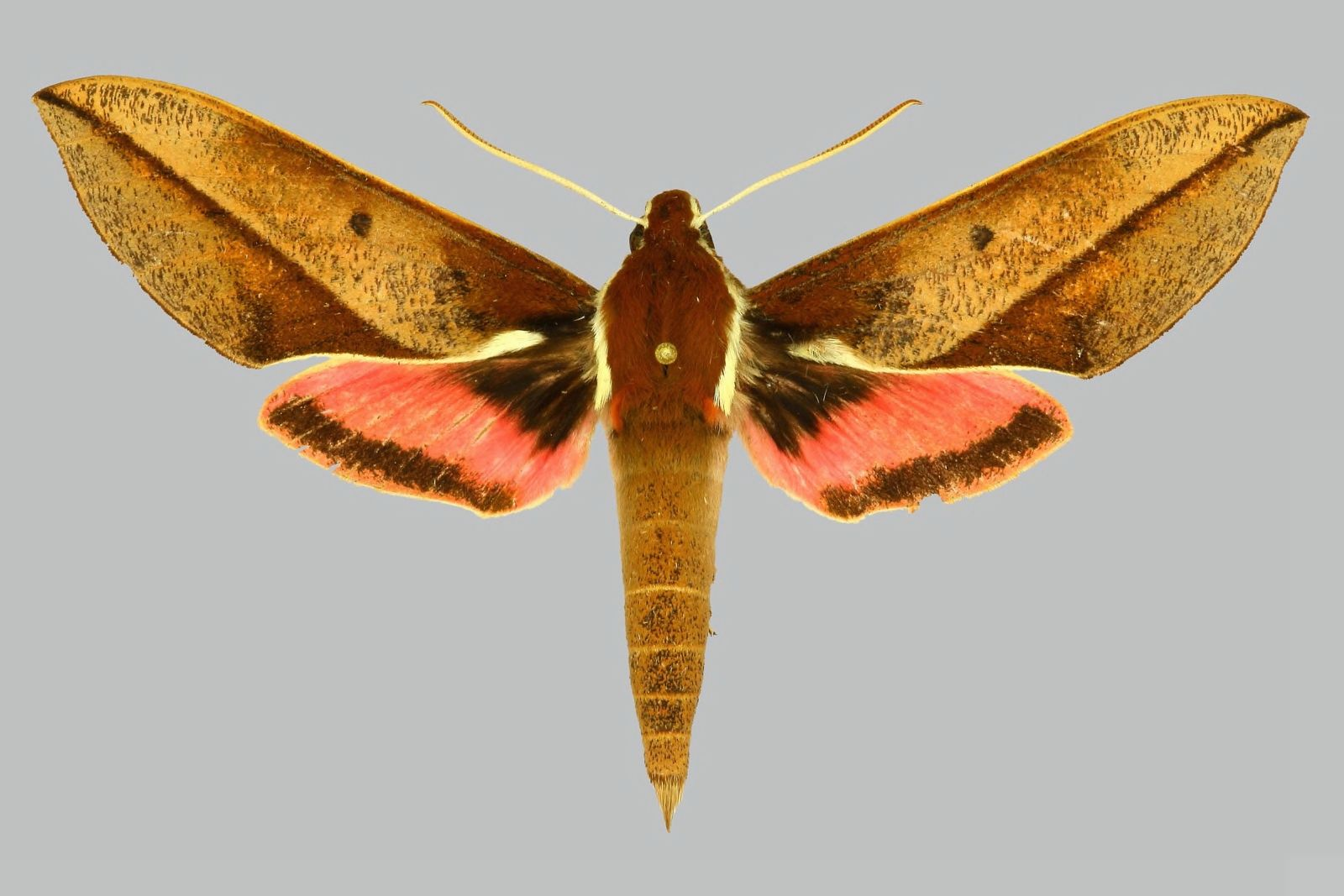
Chaerocina zomba, una polilla endémica de Malaui.

La vida silvestre de Malaui está compuesta por la flora y fauna del país. Malaui es un país sin salida al mar ubicado en el sudeste de África, con el Lago Malaui  que abarca un tercio del área del país. Tiene alrededor de 187 especies de mamíferos, unas 648 especies de pájaros, y 500 especies de peces, muchos de ellos endémicos. Aproximadamente un 20% del país ha sido apartado para establecer parques  nacionales, reservas de caza y de bosques.

## Geografía

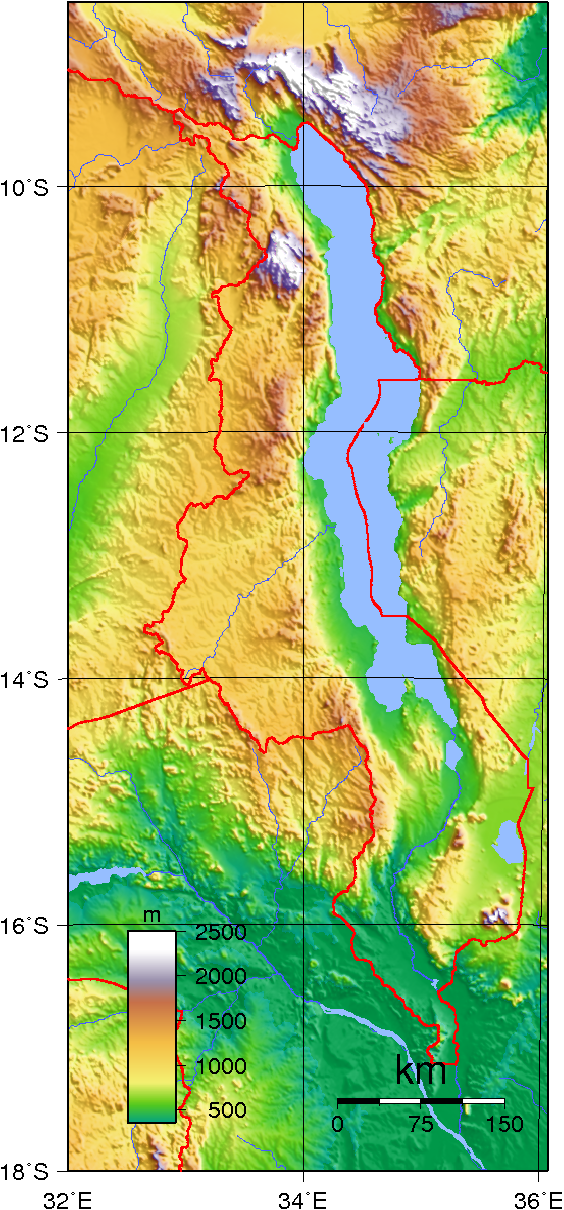
Mapa topográfíco de Malaui.

La flora y fauna están muy influenciadas por la geografía de la región. Malaui es un país sin salida al mar, dominado por el Gran Valle del Rift, el cual tiene una orientación Norte-Sur, con una longitud de 860 km y una anchura que varía entre 90 y 200 km. El rasgo distintivo es el Lago Malaui ya que este constituye la mayor parte de la frontera oriental del país. El lago desemboca en el Río Shire, el cual fluye hacia el sur para unirse con el Río Zambeze en el vecino Mozambique. El Lago Malaui está a unos 460 m s. n. m., y en determinadas zonas alcanza una profundidad de 700 m. Al oeste limita con una estrecha llanura, por encima de la cual la tierra se eleva abruptamente para formar altas mesetas, que van normalmente de los 900 a los 1200 m s. n. m. Al norte la Meseta Nyika se eleva a 2600 m s. n. m. Hacia el sur se encuentra Shire Highlands, una zona de tierras altas que abarcan unos 7300 km² en forma de diamante. En el extremo sur la tierra baja hacia la pradera inundada del Zambeze. El lago Chilwa, el segundo lago más grande del país, se ubica cerca de la frontera con Mozambique, y no tiene salida.
Malaui tiene un clima continental tropical, que está en algo influenciado por la proximidad del país al mar. Aumento de temperaturas desde septiembre hasta el principio de la estación lluviosa en noviembre, después de qué el clima es tibio y húmedo hasta el mes de abril, después del cual deviene más fresco y seco. El promedio de lluvias anuales varía de 700 a 3,000 mm. Las temperaturas también experimentan cambios significativos según la zona del país. Por ejemplo, en las montañas más altas del norte la temperatura desciende al punto de que haya heladas. Por otra parte, al sur la temperatura puede alcanzar los 42 °C en el Valle de Shire.
Como se comentó anteriormente, el 20% del territorio de Malaui está asignado para la protección de su flora y fauna, mediante parques nacionales, reservas de bosque y reservas de fauna y flora. Estos incluyen el parque nacional Kasungu, el parque nacional de Nyika, el parque nacional Lengwe, el parque nacional Liwonde y el parque nacional del Lago Malaui.

## Flora

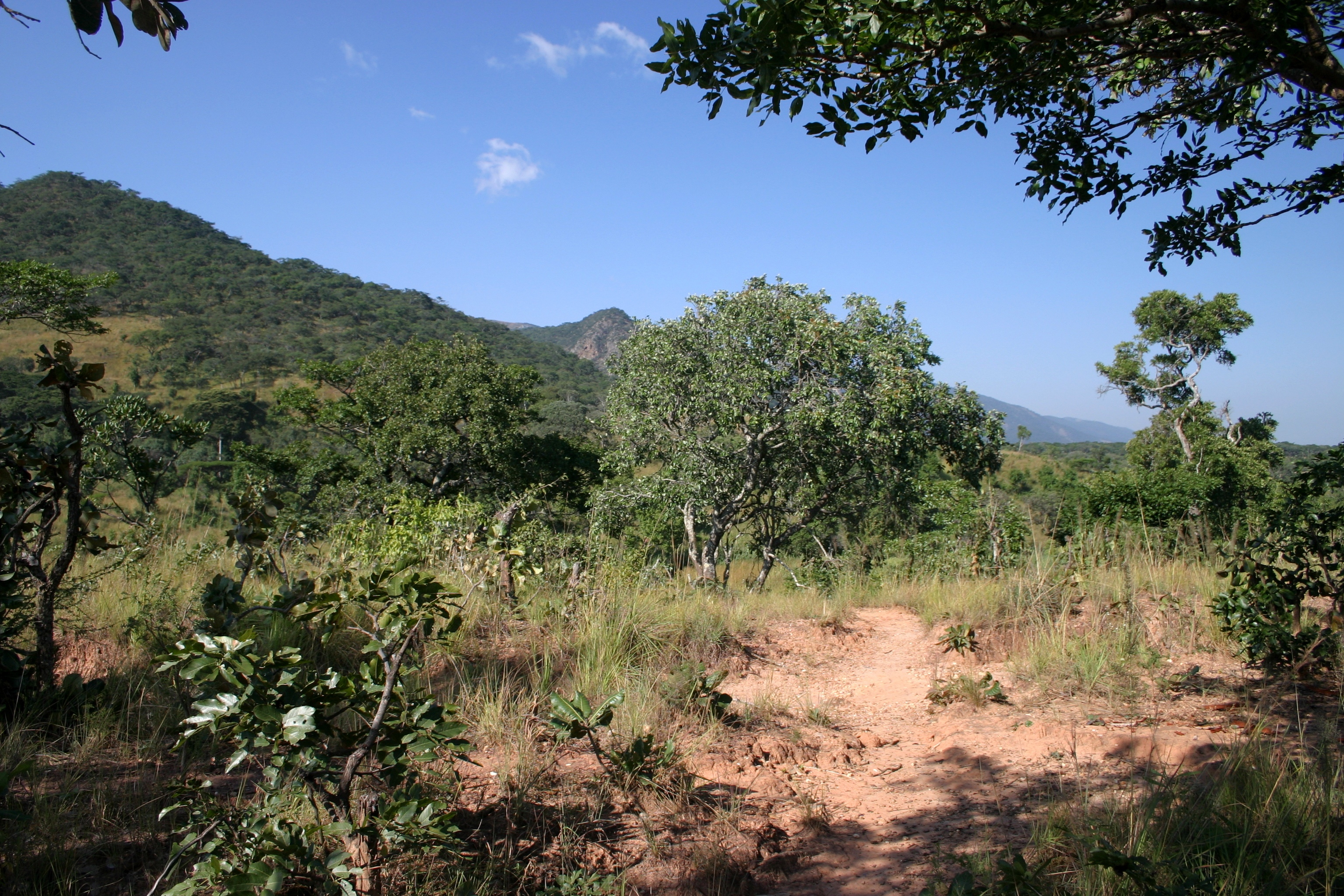
Bosque Miombo en parque nacional de Nyika.

La parte occidental del país se encuentra en la ecorregión de los Bosques de Miombo caracterizados por árboles altos con suelo cubierto por arbustos y hierbas. La vegetación de gran parte de las zonas bajas y medias en Malaui, está compuesta por una forestación caducifolia y matorrales, conocida como Sabana arbolada de mopane del Zambeze. Entre los 500 y 1500 m, se compone principalmente por bosques de miombo, en el que predominan los árboles Brachystegia, que se entremezclan con Julbernardias y isoberlinias.
Gran parte de la forestación ha sido despejada para hacer lugar para tierras agrícolas. El bosque de Mopane, abundaba en árboles Colophospermum mopane,  pero actualmente solo quedan unas pocas parcelas. De modo parecido menguó el bosque de Acacia / Combretum. Las áreas más grandes de selva tropical quedan en zonas de altitudes medias y altas, especialmente en el del norte del país. Las mesetas altas están cubiertas por hierbas bajas, brezales, con muchas plantas que florecen después de la estación lluviosa. En el Valle de Shire y alrededor del Lago Chilwa se pueden hallar ciénagas. En algunas zonas altas y cerca del Río Shire crecen palmeras de la especie Phoenix reclinata, mientras que palmas de rafia se hallan corrientes arriba y son comunes en la Reserva de Fauna y flora Nkhotakota. Se registraron alrededor de cuatrocientas especies de orquídeas en el país, 120 de ellas son epífitas. Son más abundantes en el parque nacional Nyika y aumentan en las zonas de las laderas.

## Fauna

### Mamíferos
Se registraron aproximadamente 187 especies de mamíferos en Malaui. De estas 55 se componen por murciélagos y 52 por roedores. Las personas que viven en las zonas rurales de Malaui son en su mayoría labradores de subsistencia; por lo cual ellos cazan a los animales salvajes ya que estos pisotean y comen sus cultivos. En el país podemos encontrar elefantes, leones, leopardos, búfalos africanos, hipopótamos y rinocerontes, pero sus poblaciones son bajas, salvo en reservas de cazas y parques nacionales. Los más numerosos son los chacales y las hienas manchadas, los gatos monteses africanos, caracales y servales. Los depredadores más pequeños incluyen mangostas, genettas, civetas, zorrillas comunes, tejones mieleros, nutria de cuello manchado y nutria de mejillas blancas.
Los antílopes que se encuentran en Malaui incluyen el eland común, el kudú mayor, el antílope acuático, el antílope sable y antílope ruano, el antílope jeroglífico, el niala, el impala, el redunca meridional y varias especies más pequeña de antílopes. Los primates presentes en el país incluyen el babuino amarillo, el papión chacma, cercopiteco verde, cercopiteco de diadema, otolemur, y los galagos.

### Aves
Hay unas 648 especies de aves identificadas en Malaui. De ellas 456 son residentes, y otras 94 son migratorias dentro África, y algunas de estas se reproducen en el país. Alrededor de 77 especies vuelan entre Sudáfrica y Asia oriental. Entre las especies migratorias de interés mundial se incluyen el aguilucho papialbo, cernícalo primilla, guion de codornices y agachadiza real, así como el flamenco enano y la garcilla malgache. El Lago Chilwa cuenta con una población de 160 especies, algunos de los cuales son residentes estables.
Malaui se encuentra en el extremo sur de la cordillera para muchas aves de África oriental, y es el límite norte para algunas especies sudafricanas. El bosque siempre verde proporciona una lista particularmente rica en especies de aves, en tanto que los bosques de miombos soportan muchas especies que no se encuentran en ningún otro lugar. Los lagos y marismas son ricos en especies, y el lago Chilwa tiene una mayor diversidad de aves que el lago Malaui.

### Peces

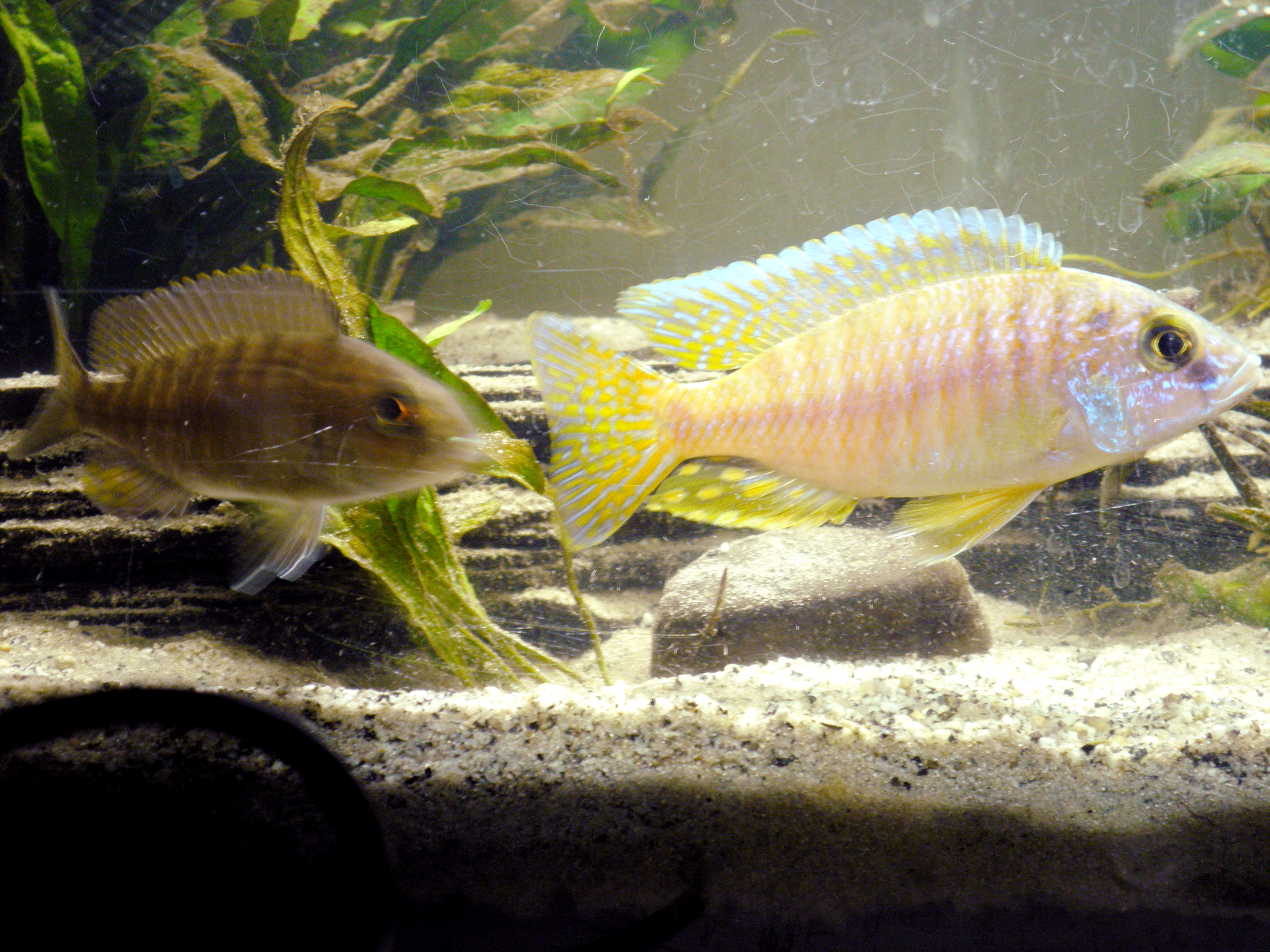
Aulonocara hueseri, una especie vulnerable, conocida en una isla sola en el Lago Malaui.

Hay cerca de quinientas especies de peces en Malaui, de las cuales más del 90% son endémicas; esto representa un número mayor de especies que en Europa y América del Norte en total.. Junto con el lago Tanganika, el lago Malaui contiene un mayor número de especies endémicas que cualquier otro lago de agua dulce del mundo. La mayoría de las especies presentes son cíclidos, del grupo de los que realizan incubación bucal, y muchas de estas especies se encuentran en pequeñas áreas localizadas de los lagos y en ninguna otra parte. Otros peces son pescados como parte de la industria de pesquera local. Estos incluyen el Clarias gariepinus, varias especies de carpa, y un pequeño pez sardina presente en grandes bancos de peces, que son capturados con redes de arrastre. Los peces más comunes en el Lago Chilwa son: Barbus paludinosus, Oreochromis shiranus chilwae, Clarias gariepinus, Brycinus imberi y Gnathonemus.

### Insectos
Abundan los insectos en Malaui, incluyendo enormes cantidades de hormigas, escarabajos, grillos, moscas, abejas y avispas. Probablemente hay miles de especies de mariposa y polillas en el país, incluidas las mariposas de las familias Satyridae, ninfálidos, papiliónidos y piéridos, y polillas de los noctuidos.